# من آمریکایی هستم
من آمریکایی هستم عنوان آلبومی از بیلی ری سایرس خواننده و آهنگ‌ساز سبک کانتری است. این آلبوم از آهنگ‌های میهن پرستانه تشکیل شده است، که از جمله آن‌ها میشود به بازخوانی آهنگ "Some Gave All" اشاره کرد که در اصل در اولین آلبوم سایرس به همین نام منتشر شده بود. از دیگر ویژگی‌های این آلبوم بازخوانی آهنگ‌هایی از خوانندگان سبک کانتری دارل ورلی، کریگ مورگان و جرمی جانسون است. با وجود اینکه در ابتدا تک‌آهنگ این آلبوم مشخص شده بود، در سال ۲۰۱۱ آهنگ Runway Lights جایگزین آن شد.

## درباره آلبوم
من آمریکایی هستم در ابتدا قرار بود در نوامبر ۲۰۱۰ منتشر شود، اما این اتفاق میسر نشد. انتشار آن چندین بار به تاخیر افتاد تا در نهایت ۲۸ ژوئن ۲۰۱۱ به عنوان تاریخ نهایی انتشار اعلام شد. در اوایل سال ۲۰۱۱ آهنگ بازخوانی شده "Some Gave All" به عنوان تک‌آهنگ آلبوم انتخاب شد.

## فهرست قطعات
| شماره | نام                                                                          | نویسنده(ها)               | مدت  |
| ----- | ---------------------------------------------------------------------------- | ------------------------- | ---- |
| ۱.    | «روشنایی راه Runway Lights»                                                  |                           | ۳:۴۳ |
| ۲.    | «ما سرسختانه میجنگیم We Fought Hard»                                         |                           | ۴:۳۵ |
| ۳.    | «نور را روشن نگهدار Keep the Light On»                                       |                           | ۴:۰۴ |
| ۴.    | «خطوط و ستارهها Stripes and Stars»                                           |                           | ۴:۰۰ |
| ۵.    | «من آمریکایی هستم I'm American»                                              |                           | ۴:۳۰ |
| ۶.    | «کلاه قدیمی ارتش Old Army Hat»                                               |                           | ۴:۰۴ |
| ۷.    | «نوزنده Nineteen»                                                            |                           | ۳:۱۹ |
| ۸.    | «همه مقداری دادند Some Gave All» (شامل دارل ورلی، کریگ مورگان و جرمی جانسون) | بیلی ری سایرسُ سیندی سایرس | ۴:۱۱ |